# Programmation déclarative
La programmation déclarative est un paradigme de programmation qui consiste à créer des applications sur la base de composants logiciels indépendants du contexte et ne comportant aucun état interne. Autrement dit, l’appel d’un de ces composants avec les mêmes arguments produit exactement le même résultat, quel que soit le moment et le contexte de l’appel.
En programmation déclarative, on décrit le quoi, c’est-à-dire le problème. Par exemple, le langage Prolog est déclaratif car il décrit un problème et des comportements (sous forme de règles, de prédicats, etc.) et résout ensuite le problème avec un solveur mathématique qui va essayer toutes les possibilités tout en restant au sein des contraintes.
Alors qu’en programmation impérative (par exemple avec le C ou Java), on décrit le comment, c’est-à-dire la structure de contrôle correspondant à la solution.
C’est une forme de programmation sans effets de bord, ayant généralement une correspondance avec la logique mathématique.
Il existe plusieurs formes de programmation déclarative :
- la programmation fonctionnelle, qui perçoit les applications comme un ensemble de fonctions mathématiques, comme Lisp, Caml, Haskell et Oz ;
- la programmation logique, pour laquelle les composants d’une application sont des relations logiques, comme Prolog et Mercury ;
- la programmation par contraintes, souvent application d’autres formes de programmation déclaratives, très commune sous Prolog ;

- la programmation descriptive, à l’expressivité réduite, qui permet de décrire des structures de données, comme HTML ou LaTeX.

Lorsque ces langages sont déclaratifs, l’appelation de « programmation » prête à débats car on ne résout pas de problème avec eux.